# رشاد محمد
رشاد محمد (انگلیسی: Rashad Muhammed؛ زادهٔ ۲۵ سپتامبر ۱۹۹۳) بازیکن فوتبال اهل فرانسه است.